# Sabine Busch
Pour les articles homonymes, voir Busch.

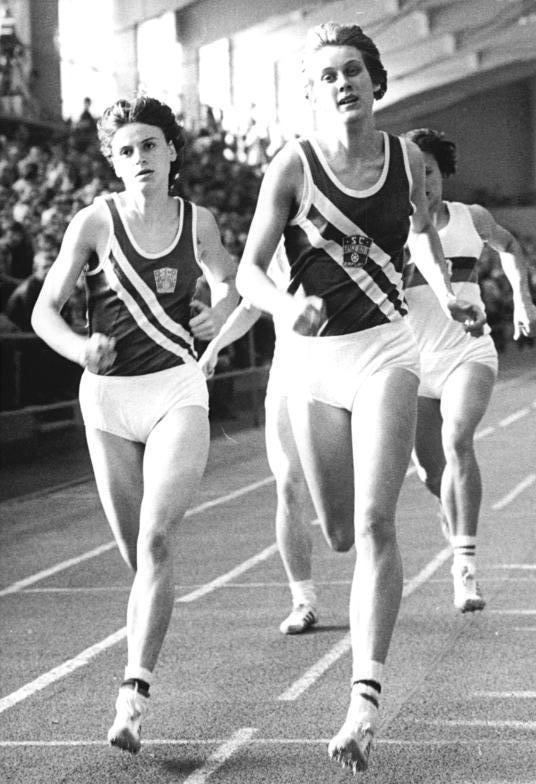
Sabine Busch (à droite) courant avec Dagmar Neubaeur née Rügsam (à gauche) en 1982.

Sabine Bush, née le 21 novembre 1962 à Erfurt, est une ancienne athlète de République démocratique allemande, pratiquant le 400 mètres et le 400 mètres haies. Elle a été détentrice du record du monde du 400 mètres haies en 53.55 (1985)

## Palmarès

### Jeux olympiques
- Jeux olympiques d'été de 1988 à Séoul :
  -  Médaille de bronze du relais 4 × 400 mètres
  - 4e du 400 mètres haies

### Championnats du monde
- Championnats du monde d'athlétisme 1983 à Helsinki :
  -  Médaille d'or du relais 4 × 400 mètres
- Championnats du monde d'athlétisme 1987 à Rome :
  -  Médaille d'or du 400 mètres haies
  -  Médaille d'or du relais 4 × 400 mètres

### Championnats du monde en salle
- Championnats du monde en salle 1987 :
  -  Médaille d'or du 400 mètres

### Championnats d'Europe
- Championnats d'Europe d'athlétisme 1982 à Athènes :
  -  Médaille d'or du relais 4 × 400 mètres
- Championnats d'Europe d'athlétisme 1986 à Stuttgart :
  -  Médaille d'argent du 400 mètres haies
  -  Médaille d'or du relais 4 × 400 mètres

### Championnats d'Europe en salle
- Championnats d'Europe en salle 1985 :
  -  Médaille d'or du 400 mètres
- Championnats d'Europe en salle 1986 :
  -  Médaille d'or du 400 mètres